# Djurleite
La djurleite è un minerale scoperto nel 1962 in campioni provenienti dalla località di Barranca de Cobre in Messico. Il nome viene dal chimico svedese Seved Djurle in quanto fu il primo a sintetizzare il composto chimico che, in seguito, fu trovato in natura.